# Interlands Zwitsers voetbalelftal 2000-2009
Deze pagina toont een gedetailleerd overzicht van de interlands die het Zwitsers voetbalelftal speelt en heeft gespeeld in de periode 2000 – 2009.

## Interlands

### 2000
|                                                        |                       |       |                                                                             |                                                                                             |
| 19 februari Vriendschappelijk № 597 «onderlinge duels» | Oman                  | 1 – 4 | Zwitserland                                                                 | Sultan Qaboos Sports Complex, Masqat Toeschouwers: 600 Scheidsrechter: Abdel Al-Naqbi (UAE) |
| 19 februari Vriendschappelijk № 597 «onderlinge duels» | Bader Alpi 77' (pen.) |       | 17' Mario Cantaluppi 38' Alexandre Rey 67' Mario Cantaluppi 89' Hakan Yakin | Sultan Qaboos Sports Complex, Masqat Toeschouwers: 600 Scheidsrechter: Abdel Al-Naqbi (UAE) |

|                                                        |                |       |             |                                                                                             |
| 23 februari Vriendschappelijk № 598 «onderlinge duels» | VA Emiraten    | 1 – 0 | Zwitserland | Sultan Qaboos Sports Complex, Masqat Toeschouwers: 200 Scheidsrechter: Mohamed Muflah (OMA) |
| 23 februari Vriendschappelijk № 598 «onderlinge duels» | Haider Ali 86' |       |             | Sultan Qaboos Sports Complex, Masqat Toeschouwers: 200 Scheidsrechter: Mohamed Muflah (OMA) |

|                                                     |                                             |       |                                                 |                                                                                                   |
| 29 maart Vriendschappelijk № 599 «onderlinge duels» | Zwitserland                                 | 2 – 2 | Noorwegen                                       | Stadio Comunale di Cornaredo, Lugano Toeschouwers: 5.800 Scheidsrechter: Pasquale Rodomonti (ITA) |
| 29 maart Vriendschappelijk № 599 «onderlinge duels» | Stéphane Chapuisat 56' Mario Cantaluppi 74' |       | 32' Ståle Solbakken 73' (pen.) Bent Skammelsrud | Stadio Comunale di Cornaredo, Lugano Toeschouwers: 5.800 Scheidsrechter: Pasquale Rodomonti (ITA) |

|                                                               |                 |       |                 |                                                                                               |
| 26 april Vriendschappelijk № 600 «onderlinge duels» 20:30 uur | Duitsland       | 1 – 1 | Zwitserland     | Fritz Walter Stadion, Kaiserslautern Toeschouwers: 36.000 Scheidsrechter: Morgan Norman (SWE) |
| 26 april Vriendschappelijk № 600 «onderlinge duels» 20:30 uur | Ulf Kirsten 85' |       | 33' Hakan Yakin | Fritz Walter Stadion, Kaiserslautern Toeschouwers: 36.000 Scheidsrechter: Morgan Norman (SWE) |

|                                                                  |                                         |       |                                                |                                                                                              |
| 16 augustus Vriendschappelijk № 601 «onderlinge duels» 20:30 uur | Zwitserland                             | 2 – 2 | Griekenland                                    | Espenmoos Stadion, Sankt Gallen Toeschouwers: 6.000 Scheidsrechter: Tom Henning Øvrebø (NOR) |
| 16 augustus Vriendschappelijk № 601 «onderlinge duels» 20:30 uur | Alexandre Comisetti 13' Hakan Yakin 79' |       | 20' Marinos Ouzounidis 23' Georgios Georgiadis | Espenmoos Stadion, Sankt Gallen Toeschouwers: 6.000 Scheidsrechter: Tom Henning Øvrebø (NOR) |

|                                                                |             |                            |         |                                                                                |
| 2 september WK-kwalificatie № 602 «onderlinge duels» 20:00 uur | Zwitserland | 0 – 1                      | Rusland | Hardturm, Zürich Toeschouwers: 14.550 Scheidsrechter: Kim Milton Nielsen (DEN) |
| 2 september WK-kwalificatie № 602 «onderlinge duels» 20:00 uur |             | 74' Vladimir Bestsjastnych |         | Hardturm, Zürich Toeschouwers: 14.550 Scheidsrechter: Kim Milton Nielsen (DEN) |

|                                                              | |       |                  |                                                                             |
| 7 oktober WK-kwalificatie № 603 «onderlinge duels» 17:30 uur | Zwitserland | 5 – 1 | Faeröer          | Hardturm, Zürich Toeschouwers: 9.500 Scheidsrechter: Kostas Kapitanis (CYP) |
| 7 oktober WK-kwalificatie № 603 «onderlinge duels» 17:30 uur | Marco Zwyssig 26' Sébastien Fournier 35' Kubilay Türkyilmaz 43' (pen.) Kubilay Türkyilmaz 45' (pen.) Kubilay Türkyilmaz 53' (pen.) |       | 4' John Petersen | Hardturm, Zürich Toeschouwers: 9.500 Scheidsrechter: Kostas Kapitanis (CYP) |

|                                                               |                                       |       |                                               |                                                                                                  |
| 11 oktober WK-kwalificatie № 604 «onderlinge duels» 20:15 uur | Slovenië                              | 2 – 2 | Zwitserland                                   | Centralni Stadion za Bežigradom, Ljubljana Toeschouwers: 6.650 Scheidsrechter: Paul Durkin (ENG) |
| 11 oktober WK-kwalificatie № 604 «onderlinge duels» 20:15 uur | Ermin Šiljak 44' Milenko Ačimovič 79' |       | 42' Kubilay Türkyilmaz 66' Kubilay Türkyilmaz | Centralni Stadion za Bežigradom, Ljubljana Toeschouwers: 6.650 Scheidsrechter: Paul Durkin (ENG) |

|                                                                  |                    |       |                      |                                                                                                  |
| 15 november Vriendschappelijk № 605 «onderlinge duels» 20:00 uur | Tunesië            | 1 – 1 | Zwitserland          | Stade Olympique El Menzah, Tunis Toeschouwers: 2.000 Scheidsrechter: Jamaleddine Ben Chana (ALG) |
| 15 november Vriendschappelijk № 605 «onderlinge duels» 20:00 uur | Rachid Bouaziz 67' |       | 20' Mario Cantaluppi | Stade Olympique El Menzah, Tunis Toeschouwers: 2.000 Scheidsrechter: Jamaleddine Ben Chana (ALG) |

### 2001
|                                                        |             |                                                                                |       |                                                                                                 |
| 28 februari Vriendschappelijk № 606 «onderlinge duels» | Zwitserland | 0 – 4                                                                          | Polen | Antonis Papadopoulosstadion, Larnaca Toeschouwers: 500 Scheidsrechter: Tassos Papaioannou (CYP) |
| 28 februari Vriendschappelijk № 606 «onderlinge duels» |             | 21' Emmanuel Olisadebe 45' Bartosz Karwan 60' Tomasz Hajto 90' Jacek Krzynówek |       | Antonis Papadopoulosstadion, Larnaca Toeschouwers: 500 Scheidsrechter: Tassos Papaioannou (CYP) |

|                                                             |                       |       |                        |                                                                                         |
| 24 maart WK-kwalificatie № 607 «onderlinge duels» 20:15 uur | Joegoslavië           | 1 – 1 | Zwitserland            | Stadion Partizan, Belgrado Toeschouwers: 30.000 Scheidsrechter: Karl-Erik Nilsson (SWE) |
| 24 maart WK-kwalificatie № 607 «onderlinge duels» 20:15 uur | Siniša Mihajlović 68' |       | 84' Stéphane Chapuisat | Stadion Partizan, Belgrado Toeschouwers: 30.000 Scheidsrechter: Karl-Erik Nilsson (SWE) |

|                                                             |                                                                                                  |       |           |                                                                            |
| 28 maart WK-kwalificatie № 608 «onderlinge duels» 20:15 uur | Zwitserland                                                                                      | 5 – 0 | Luxemburg | Hardturm, Zürich Toeschouwers: 8.600 Scheidsrechter: Claus Bo Larsen (DEN) |
| 28 maart WK-kwalificatie № 608 «onderlinge duels» 20:15 uur | Alexander Frei 9' Alexander Frei 31' Johann Lonfat 64' Stéphane Chapuisat 72' Alexander Frei 90' |       |           | Hardturm, Zürich Toeschouwers: 8.600 Scheidsrechter: Claus Bo Larsen (DEN) |

|                                                               |             |                                         |        |                                                                                      |
| 25 april Vriendschappelijk № 609 «onderlinge duels» 20:30 uur | Zwitserland | 0 – 2                                   | Zweden | Stade des Charmilles, Genève Toeschouwers: 6.062 Scheidsrechter: Bruno Derrien (FRA) |
| 25 april Vriendschappelijk № 609 «onderlinge duels» 20:30 uur |             | 61' Anders Svensson 79' Anders Svensson |        | Stade des Charmilles, Genève Toeschouwers: 6.062 Scheidsrechter: Bruno Derrien (FRA) |

|                                                           |         |                    |             |                                                                                |
| 2 juni WK-kwalificatie № 610 «onderlinge duels» 20:15 uur | Faeröer | 0 – 1              | Zwitserland | Svangaskarð, Toftir Toeschouwers: 3.500 Scheidsrechter: Douglas McDonald (SCO) |
| 2 juni WK-kwalificatie № 610 «onderlinge duels» 20:15 uur |         | 81' Alexander Frei |             | Svangaskarð, Toftir Toeschouwers: 3.500 Scheidsrechter: Douglas McDonald (SCO) |

|                                                           |             |                         |          |                                                                              |
| 6 juni WK-kwalificatie № 611 «onderlinge duels» 20:15 uur | Zwitserland | 0 – 1                   | Slovenië | St. Jakob-Park, Basel Toeschouwers: 9.000 Scheidsrechter: Jacek Granat (POL) |
| 6 juni WK-kwalificatie № 611 «onderlinge duels» 20:15 uur |             | 82' Sebastjan Cimirotič |          | St. Jakob-Park, Basel Toeschouwers: 9.000 Scheidsrechter: Jacek Granat (POL) |

|                                                                  |                    |       |                                  |                                                                                           |
| 15 augustus Vriendschappelijk № 612 «onderlinge duels» 20:30 uur | Oostenrijk         | 1 – 2 | Zwitserland                      | Ernst Happel Stadion, Wenen Toeschouwers: 21.200 Scheidsrechter: Nicolai Vollquartz (DEN) |
| 15 augustus Vriendschappelijk № 612 «onderlinge duels» 20:30 uur | Andreas Herzog 61' |       | 10' Johann Vogel 74' Hakan Yakin | Ernst Happel Stadion, Wenen Toeschouwers: 21.200 Scheidsrechter: Nicolai Vollquartz (DEN) |

|                                                                |                 |       |                                        |                                                                                 |
| 1 september WK-kwalificatie № 613 «onderlinge duels» 20:15 uur | Zwitserland     | 1 – 2 | Joegoslavië                            | St. Jakob-Park, Basel Toeschouwers: 28.190 Scheidsrechter: Claude Colombo (FRA) |
| 1 september WK-kwalificatie № 613 «onderlinge duels» 20:15 uur | Hakan Yakin 21' |       | 39' Savo Milošević 72' Mladen Krstajić | St. Jakob-Park, Basel Toeschouwers: 28.190 Scheidsrechter: Claude Colombo (FRA) |

|                                                                |           |                                                                  |             |                                                                                         |
| 5 september WK-kwalificatie № 614 «onderlinge duels» 20:15 uur | Luxemburg | 0 – 3                                                            | Zwitserland | Stade Josy Barthel, Luxemburg Toeschouwers: 3.858 Scheidsrechter: Sorin Corpodean (ROM) |
| 5 september WK-kwalificatie № 614 «onderlinge duels» 20:15 uur |           | 12' Alexander Frei 58' Kubilay Türkyilmaz 84' Kubilay Türkyilmaz |             | Stade Josy Barthel, Luxemburg Toeschouwers: 3.858 Scheidsrechter: Sorin Corpodean (ROM) |

|                                                              | |       |             |                                                                               |
| 6 oktober WK-kwalificatie № 615 «onderlinge duels» 17:00 uur | Rusland                                                                                                 | 4 – 0 | Zwitserland | Dinamo Stadion, Moskou Toeschouwers: 22.000 Scheidsrechter: Knud Fisker (DEN) |
| 6 oktober WK-kwalificatie № 615 «onderlinge duels» 17:00 uur | Vladimir Bestsjastnych 14' (pen.) Vladimir Bestsjastnych 19' Vladimir Bestsjastnych 38' Jegor Titov 83' |       |             | Dinamo Stadion, Moskou Toeschouwers: 22.000 Scheidsrechter: Knud Fisker (DEN) |

### 2002
|                                                                |                          |       |                 |                                                                                |
| 12 februari Cyprus Toernooi № 616 «onderlinge duels» 20:00 uur | Cyprus                   | 1 – 1 | Zwitserland     | Makariostadion, Nicosia Toeschouwers: 100 Scheidsrechter: Nikos Agelakis (GRE) |
| 12 februari Cyprus Toernooi № 616 «onderlinge duels» 20:00 uur | Mihalis Konstantinou 21' |       | 32' Hakan Yakin | Makariostadion, Nicosia Toeschouwers: 100 Scheidsrechter: Nikos Agelakis (GRE) |

|                                                                |                  |       |                                    |                                                                                              |
| 13 februari Cyprus Toernooi № 617 «onderlinge duels» 20:00 uur | Hongarije        | 1 – 2 | Zwitserland                        | Tsirion Athletic Center, Limassol Toeschouwers: 100 Scheidsrechter: Socratis Socratous (CYP) |
| 13 februari Cyprus Toernooi № 617 «onderlinge duels» 20:00 uur | Gábor Gyepes 82' |       | 53' Ludovic Magnin 56' Hakan Yakin | Tsirion Athletic Center, Limassol Toeschouwers: 100 Scheidsrechter: Socratis Socratous (CYP) |

|                                                               |                    |       |                     |                                                                                 |
| 27 maart Vriendschappelijk № 618 «onderlinge duels» 20:00 uur | Zweden             | 1 – 1 | Zwitserland         | Malmö Stadion, Malmö Toeschouwers: 19.096 Scheidsrechter: Valentin Ivanov (RUS) |
| 27 maart Vriendschappelijk № 618 «onderlinge duels» 20:00 uur | Marcus Allbäck 29' |       | 54' Ricardo Cabanas | Malmö Stadion, Malmö Toeschouwers: 19.096 Scheidsrechter: Valentin Ivanov (RUS) |

|                                                             |                   |       |                                                             |                                                                                         |
| 15 mei Vriendschappelijk № 619 «onderlinge duels» 20:00 uur | Zwitserland       | 1 – 3 | Canada                                                      | Espenmoos Stadion, Sankt Gallen Toeschouwers: 4.000 Scheidsrechter: Konrad Plautz (AUT) |
| 15 mei Vriendschappelijk № 619 «onderlinge duels» 20:00 uur | Blaise N'Kufo 80' |       | 20' Tomasz Radzinski 38' Paul Stalteri 47' Tomasz Radzinski | Espenmoos Stadion, Sankt Gallen Toeschouwers: 4.000 Scheidsrechter: Konrad Plautz (AUT) |

|                                                                  |                                                           |       |                                     |                                                                                  |
| 21 augustus Vriendschappelijk № 620 «onderlinge duels» 20:00 uur | Zwitserland                                               | 3 – 2 | Oostenrijk                          | St. Jakob Park, Bazel Toeschouwers: 23.500 Scheidsrechter: Roberto Rosetti (ITA) |
| 21 augustus Vriendschappelijk № 620 «onderlinge duels» 20:00 uur | Hakan Yakin 19' Alexander Frei 41' Murat Yakin 75' (pen.) |       | 11' Roman Wallner 81' Roman Wallner | St. Jakob Park, Bazel Toeschouwers: 23.500 Scheidsrechter: Roberto Rosetti (ITA) |

|                                                                         |                                                                              |       |                     |                                                                                  |
| 8 september EK-kwalificatie groep 10 № 621 «onderlinge duels» 16:00 uur | Zwitserland                                                                  | 4 – 1 | Georgië             | St. Jakob Park, Bazel Toeschouwers: 20.500 Scheidsrechter: Vladimír Hriňák (SVK) |
| 8 september EK-kwalificatie groep 10 № 621 «onderlinge duels» 16:00 uur | Alexander Frei 37' Hakan Yakin 63' Patrick Müller 75' Stéphane Chapuisat 83' |       | 62' Sjota Arveladze | St. Jakob Park, Bazel Toeschouwers: 20.500 Scheidsrechter: Vladimír Hriňák (SVK) |

|                                                                        |                  |       |                 |                                                                                                |
| 12 oktober EK-kwalificatie groep 10 № 622 «onderlinge duels» 20:00 uur | Albanië          | 1 – 1 | Zwitserland     | Stadiumi Kombetar Qemal Stafa, Tirana Toeschouwers: 15.000 Scheidsrechter: Orhan Erdemir (TUR) |
| 12 oktober EK-kwalificatie groep 10 № 622 «onderlinge duels» 20:00 uur | Edvin Murati 78' |       | 37' Murat Yakin | Stadiumi Kombetar Qemal Stafa, Tirana Toeschouwers: 15.000 Scheidsrechter: Orhan Erdemir (TUR) |

|                                                                        |               |       |                                     |                                                                                 |
| 16 oktober EK-kwalificatie groep 10 № 623 «onderlinge duels» 20:30 uur | Ierland       | 1 – 2 | Zwitserland                         | Lansdowne Road, Dublin Toeschouwers: 28.000 Scheidsrechter: Rune Pedersen (NOR) |
| 16 oktober EK-kwalificatie groep 10 № 623 «onderlinge duels» 20:30 uur | Ian Harte 78' |       | 45' Hakan Yakin 87' Fabio Celestini | Lansdowne Road, Dublin Toeschouwers: 28.000 Scheidsrechter: Rune Pedersen (NOR) |

### 2003
|                                                                  |                   |       |                                                                                         |                                                                                    |
| 12 februari Vriendschappelijk № 624 «onderlinge duels» 20:30 uur | Slovenië          | 1 – 5 | Zwitserland                                                                             | Športni Park, Nova Gorica Toeschouwers: 3.000 Scheidsrechter: Attila Ábrahám (HUN) |
| 12 februari Vriendschappelijk № 624 «onderlinge duels» 20:30 uur | Ermin Rakovič 72' |       | 3' Hakan Yakin 29' Bernt Haas 36' Alexander Frei 49' Ricardo Cabanas 78' Alexander Frei | Športni Park, Nova Gorica Toeschouwers: 3.000 Scheidsrechter: Attila Ábrahám (HUN) |

|                                                                     |         |       |             |                                                                                         |
| 2 april EK-kwalificatie groep 10 № 625 «onderlinge duels» 18:00 uur | Georgië | 0 – 0 | Zwitserland | Micheil Meschistadion, Tbilisi Toeschouwers: 10.000 Scheidsrechter: Edo Trivković (CRO) |
| 2 april EK-kwalificatie groep 10 № 625 «onderlinge duels» 18:00 uur |         |       |             | Micheil Meschistadion, Tbilisi Toeschouwers: 10.000 Scheidsrechter: Edo Trivković (CRO) |

|                                                               |                   |       |                                               |                                                                                  |
| 30 april Vriendschappelijk № 624 «onderlinge duels» 20:45 uur | Zwitserland       | 1 – 2 | Italië                                        | Stade de Genève, Lancy Toeschouwers: 30.000 Scheidsrechter: Damien Ledentu (FRA) |
| 30 april Vriendschappelijk № 624 «onderlinge duels» 20:45 uur | Alexander Frei 6' |       | 10' Nicola Legrottaglie 76' Cristiano Zanetti | Stade de Genève, Lancy Toeschouwers: 30.000 Scheidsrechter: Damien Ledentu (FRA) |

|                                                                    |                                       |       |                                                        |                                                                                       |
| 7 juni EK-kwalificatie groep 10 № 627 «onderlinge duels» 20:15 uur | Zwitserland                           | 2 – 2 | Rusland                                                | St. Jakob-Park, Bazel Toeschouwers: 30.500 Scheidsrechter: Arturo Daudén Ibáñez (ESP) |
| 7 juni EK-kwalificatie groep 10 № 627 «onderlinge duels» 20:15 uur | Alexander Frei 13' Alexander Frei 16' |       | 24' Sergej Ignasjevitsj 68' (pen.) Sergej Ignasjevitsj | St. Jakob-Park, Bazel Toeschouwers: 30.500 Scheidsrechter: Arturo Daudén Ibáñez (ESP) |

|                                                                     |                                                       |       |                                       |                                                                                   |
| 11 juni EK-kwalificatie groep 10 № 628 «onderlinge duels» 20:15 uur | Zwitserland                                           | 3 – 2 | Albanië                               | Stade de Genève, Lancy Toeschouwers: 26.000 Scheidsrechter: Stephen Bennett (ENG) |
| 11 juni EK-kwalificatie groep 10 № 628 «onderlinge duels» 20:15 uur | Bernt Haas 13' Alexander Frei 32' Ricardo Cabanas 71' |       | 23' Altin Lala 86' (pen.) Ervin Skela | Stade de Genève, Lancy Toeschouwers: 26.000 Scheidsrechter: Stephen Bennett (ENG) |

|                                                                  |             |                                      |           |                                                                                 |
| 20 augustus Vriendschappelijk № 629 «onderlinge duels» 20:45 uur | Zwitserland | 0 – 2                                | Frankrijk | Stade de Genève, Lancy Toeschouwers: 57.366 Scheidsrechter: Paul Allaerts (BEL) |
| 20 augustus Vriendschappelijk № 629 «onderlinge duels» 20:45 uur |             | 12' Sylvain Wiltord 54' Steve Marlet |           | Stade de Genève, Lancy Toeschouwers: 57.366 Scheidsrechter: Paul Allaerts (BEL) |

|                                                                          |                                                                                    |       |                           |                                                                                        |
| 10 september EK-kwalificatie groep 10 № 630 «onderlinge duels» 19:00 uur | Rusland                                                                            | 4 – 1 | Zwitserland               | Lokomotiv Stadion, Moskou Toeschouwers: 28.800 Scheidsrechter: Pierluigi Collina (ITA) |
| 10 september EK-kwalificatie groep 10 № 630 «onderlinge duels» 19:00 uur | Dmitri Boelykin 22' Dmitri Boelykin 35' Dmitri Boelykin 60' Aleksandr Mostovoj 72' |       | 12' (e.d.) Andrey Karyaka | Lokomotiv Stadion, Moskou Toeschouwers: 28.800 Scheidsrechter: Pierluigi Collina (ITA) |

|                                                              |                                   |       |         |                                                                               |
| 11 oktober EK-kwalificatie groep 10 № 631 «onderlinge duels» | Zwitserland                       | 2 – 0 | Ierland | St. Jakob-Park, Bazel Toeschouwers: 31.006 Scheidsrechter: Anders Frisk (SWE) |
| 11 oktober EK-kwalificatie groep 10 № 631 «onderlinge duels» | Hakan Yakin 6' Alexander Frei 60' |       |         | St. Jakob-Park, Bazel Toeschouwers: 31.006 Scheidsrechter: Anders Frisk (SWE) |

### 2004
|                                                                  |                                    |       |                      |                                                                                                |
| 18 februari Vriendschappelijk № 632 «onderlinge duels» 20:00 uur | Marokko                            | 2 – 1 | Zwitserland          | Complexe Sportif Moulay Abdallah, Rabat Toeschouwers: 1.700 Scheidsrechter: Kamel Berber (ALG) |
| 18 februari Vriendschappelijk № 632 «onderlinge duels» 20:00 uur | Ahmed Adjou 78' Mohcine Iajour 82' |       | 90+1' Alexander Frei | Complexe Sportif Moulay Abdallah, Rabat Toeschouwers: 1.700 Scheidsrechter: Kamel Berber (ALG) |

|                                                               |                      |       |             |                                                                                      |
| 31 maart Vriendschappelijk № 633 «onderlinge duels» 20:00 uur | Griekenland          | 1 – 0 | Zwitserland | Pankritio Stadion, Heraklion Toeschouwers: 21.000 Scheidsrechter: René Temmink (NED) |
| 31 maart Vriendschappelijk № 633 «onderlinge duels» 20:00 uur | Vasilis Tsiartas 56' |       |             | Pankritio Stadion, Heraklion Toeschouwers: 21.000 Scheidsrechter: René Temmink (NED) |

|                                                               |                                     |       |                    |                                                                               |
| 28 april Vriendschappelijk № 634 «onderlinge duels» 20:15 uur | Zwitserland                         | 2 – 1 | Slovenië           | Stade de Genève, Genève Toeschouwers: 7.500 Scheidsrechter: Ruud Bossen (NED) |
| 28 april Vriendschappelijk № 634 «onderlinge duels» 20:15 uur | Fabio Celestini 66' Hakan Yakin 85' |       | 46' Zlatko Zahovič | Stade de Genève, Genève Toeschouwers: 7.500 Scheidsrechter: Ruud Bossen (NED) |

|                                                             |             |                                     |           |                                                                                   |
| 2 juni Vriendschappelijk № 635 «onderlinge duels» 20:15 uur | Zwitserland | 0 – 2                               | Duitsland | St. Jakob-Park, Bazel Toeschouwers: 30.000 Scheidsrechter: Domenico Messina (ITA) |
| 2 juni Vriendschappelijk № 635 «onderlinge duels» 20:15 uur |             | 62' Kevin Kurányi 84' Kevin Kurányi |           | St. Jakob-Park, Bazel Toeschouwers: 30.000 Scheidsrechter: Domenico Messina (ITA) |

|                                                             |                    |       |               |                                                                            |
| 6 juni Vriendschappelijk № 636 «onderlinge duels» 20:15 uur | Zwitserland        | 1 – 0 | Liechtenstein | Hardturm, Zürich Toeschouwers: 10.200 Scheidsrechter: Dietmar Drabek (AUT) |
| 6 juni Vriendschappelijk № 636 «onderlinge duels» 20:15 uur | Daniel Gygax 90+1' |       |               | Hardturm, Zürich Toeschouwers: 10.200 Scheidsrechter: Dietmar Drabek (AUT) |

| EK voetbal 2004 |
| --------------- |

|                                                              |         |       |             |                                                                                                 |
| 13 juni Euro 2004 Groep B № 637 «onderlinge duels» 17:00 uur | Kroatië | 0 – 0 | Zwitserland | Estádio Dr. Magalhães Pessoa, Leiria Toeschouwers: 24.090 Scheidsrechter: Lucílio Batista (POR) |
| 13 juni Euro 2004 Groep B № 637 «onderlinge duels» 17:00 uur |         |       |             | Estádio Dr. Magalhães Pessoa, Leiria Toeschouwers: 24.090 Scheidsrechter: Lucílio Batista (POR) |

|                                                              |                                                      |       |             |                                                                                               |
| 17 juni Euro 2004 Groep B № 638 «onderlinge duels» 17:00 uur | Engeland                                             | 3 – 0 | Zwitserland | Estádio Cidade de Coimbra, Coimbra Toeschouwers: 28.214 Scheidsrechter: Valentin Ivanov (RUS) |
| 17 juni Euro 2004 Groep B № 638 «onderlinge duels» 17:00 uur | Wayne Rooney 23' Wayne Rooney 75' Steven Gerrard 82' |       |             | Estádio Cidade de Coimbra, Coimbra Toeschouwers: 28.214 Scheidsrechter: Valentin Ivanov (RUS) |

|                                                              |                      |       |                                                         |                                                                                            |
| 21 juni Euro 2004 Groep B № 639 «onderlinge duels» 19:45 uur | Zwitserland          | 1 – 3 | Frankrijk                                               | Estádio Cidade de Coimbra, Coimbra Toeschouwers: 28.111 Scheidsrechter: Ľuboš Micheľ (SVK) |
| 21 juni Euro 2004 Groep B № 639 «onderlinge duels» 19:45 uur | Johan Vonlanthen 26' |       | 20' Zinédine Zidane 76' Thierry Henry 84' Thierry Henry | Estádio Cidade de Coimbra, Coimbra Toeschouwers: 28.111 Scheidsrechter: Ľuboš Micheľ (SVK) |

|  |  |  |  |  |  |  |  |  |

|                                                                  |             |       |               |                                                                               |
| 18 augustus Vriendschappelijk № 640 «onderlinge duels» 19:15 uur | Zwitserland | 0 – 0 | Noord-Ierland | Hardturm, Zürich Toeschouwers: 4.000 Scheidsrechter: Nicolai Vollquartz (DEN) |
| 18 augustus Vriendschappelijk № 640 «onderlinge duels» 19:15 uur |             |       |               | Hardturm, Zürich Toeschouwers: 4.000 Scheidsrechter: Nicolai Vollquartz (DEN) |

|                                                                | |       |         |                                                                                  |
| 4 september WK-kwalificatie № 641 «onderlinge duels» 17:30 uur | Zwitserland | 6 – 0 | Faeröer | St. Jakob-Park, Bazel Toeschouwers: 13.013 Scheidsrechter: Alexandru Tudor (ROM) |
| 4 september WK-kwalificatie № 641 «onderlinge duels» 17:30 uur | Johan Vonlanthen 10' Johan Vonlanthen 14' Alexandre Rey 29' Alexandre Rey 44' Alexandre Rey 55' Johan Vonlanthen 56' |       |         | St. Jakob-Park, Bazel Toeschouwers: 13.013 Scheidsrechter: Alexandru Tudor (ROM) |

|                                                                |                 |       |                     |                                                                                |
| 8 september WK-kwalificatie № 642 «onderlinge duels» 20:30 uur | Zwitserland     | 1 – 1 | Ierland             | St. Jakob-Park, Bazel Toeschouwers: 28.000 Scheidsrechter: Kyros Vasaras (GRE) |
| 8 september WK-kwalificatie № 642 «onderlinge duels» 20:30 uur | Hakan Yakin 17' |       | 9' Clinton Morrison | St. Jakob-Park, Bazel Toeschouwers: 28.000 Scheidsrechter: Kyros Vasaras (GRE) |

|                                                              |                                      |       |                                         |                                                                                    |
| 9 oktober WK-kwalificatie № 643 «onderlinge duels» 20:30 uur | Israël                               | 2 – 2 | Zwitserland                             | Ramat Ganstadion, Ramat Gan Toeschouwers: 37.976 Scheidsrechter: Mark Shield (AUS) |
| 9 oktober WK-kwalificatie № 643 «onderlinge duels» 20:30 uur | Yossi Benayoun 9' Yossi Benayoun 48' |       | 26' Alexander Frei 34' Johan Vonlanthen | Ramat Ganstadion, Ramat Gan Toeschouwers: 37.976 Scheidsrechter: Mark Shield (AUS) |

### 2005
|                                                                 |                  |       |                                    | |
| 9 februari Vriendschappelijk № 644 «onderlinge duels» 18:00 uur | VA Emiraten      | 1 – 2 | Zwitserland                        | Maktoum Bin Rashid Al Maktoumstadion, Dubai Toeschouwers: 1.200 Scheidsrechter: Abdullah Al-Hilali (OMA) |
| 9 februari Vriendschappelijk № 644 «onderlinge duels» 18:00 uur | Ismail Matar 20' |       | 9' Daniel Gygax 79' Patrick Müller | Maktoum Bin Rashid Al Maktoumstadion, Dubai Toeschouwers: 1.200 Scheidsrechter: Abdullah Al-Hilali (OMA) |

|                                                             |           |       |             |                                                                                      |
| 26 maart WK-kwalificatie № 645 «onderlinge duels» 21:00 uur | Frankrijk | 0 – 0 | Zwitserland | Stade de France, Parijs Toeschouwers: 79.373 Scheidsrechter: Massimo De Santis (ITA) |
| 26 maart WK-kwalificatie № 645 «onderlinge duels» 21:00 uur |           |       |             | Stade de France, Parijs Toeschouwers: 79.373 Scheidsrechter: Massimo De Santis (ITA) |

|                                                             |                    |       |        |                                                                           |
| 30 maart WK-kwalificatie № 646 «onderlinge duels» 20:30 uur | Zwitserland        | 1 – 0 | Cyprus | Hardturm, Zürich Toeschouwers: 16.066 Scheidsrechter: Stuart Dougal (SCO) |
| 30 maart WK-kwalificatie № 646 «onderlinge duels» 20:30 uur | Alexander Frei 88' |       |        | Hardturm, Zürich Toeschouwers: 16.066 Scheidsrechter: Stuart Dougal (SCO) |

|                                                           |                    |       |                                                         |                                                                              |
| 4 juni WK-kwalificatie № 647 «onderlinge duels» 17:30 uur | Faeröer            | 1 – 3 | Zwitserland                                             | Svangaskarð, Toftir Toeschouwers: 2.047 Scheidsrechter: Serge Gumienny (BEL) |
| 4 juni WK-kwalificatie № 647 «onderlinge duels» 17:30 uur | Rógvi Jacobsen 70' |       | 25' Raphael Wicky 78' Alexander Frei 84' Alexander Frei | Svangaskarð, Toftir Toeschouwers: 2.047 Scheidsrechter: Serge Gumienny (BEL) |

|                                                                  |           |                                               |             |                                                                                      |
| 17 augustus Vriendschappelijk № 648 «onderlinge duels» 19:00 uur | Noorwegen | 0 – 2                                         | Zwitserland | Ullevaal Stadion, Oslo Toeschouwers: 19.623 Scheidsrechter: Nicolai Vollquartz (DEN) |
| 17 augustus Vriendschappelijk № 648 «onderlinge duels» 19:00 uur |           | 50' Alexander Frei 59' (e.d.) André Bergdølmo |             | Ullevaal Stadion, Oslo Toeschouwers: 19.623 Scheidsrechter: Nicolai Vollquartz (DEN) |

|                                                                |                   |       |                  |                                                                                  |
| 3 september WK-kwalificatie № 649 «onderlinge duels» 17:30 uur | Zwitserland       | 1 – 1 | Israël           | St. Jakob-Park, Basel Toeschouwers: 30.500 Scheidsrechter: Roberto Rosetti (ITA) |
| 3 september WK-kwalificatie № 649 «onderlinge duels» 17:30 uur | Alexander Frei 5' |       | 20' Adoram Keisi | St. Jakob-Park, Basel Toeschouwers: 30.500 Scheidsrechter: Roberto Rosetti (ITA) |

|                                                                |                          |       |                                                           |                                                                               |
| 7 september WK-kwalificatie № 650 «onderlinge duels» 20:15 uur | Cyprus                   | 1 – 3 | Zwitserland                                               | GSP Stadion, Nicosia Toeschouwers: 2.561 Scheidsrechter: Nikolay Ivanov (RUS) |
| 7 september WK-kwalificatie № 650 «onderlinge duels» 20:15 uur | Eustathios Aloneftis 35' |       | 15' Alexander Frei 69' Philippe Senderos 84' Daniel Gygax | GSP Stadion, Nicosia Toeschouwers: 2.561 Scheidsrechter: Nikolay Ivanov (RUS) |

|                                                              |                    |       |                   |                                                                               |
| 8 oktober WK-kwalificatie № 651 «onderlinge duels» 20:45 uur | Zwitserland        | 1 – 1 | Frankrijk         | Wankdorf Stadion, Bern Toeschouwers: 31.400 Scheidsrechter: Terje Hauge (NOR) |
| 8 oktober WK-kwalificatie № 651 «onderlinge duels» 20:45 uur | Ludovic Magnin 80' |       | 53' Djibril Cissé | Wankdorf Stadion, Bern Toeschouwers: 31.400 Scheidsrechter: Terje Hauge (NOR) |

|                                                               |         |       |             |                                                                               |
| 12 oktober WK-kwalificatie № 652 «onderlinge duels» 19:45 uur | Ierland | 0 – 0 | Zwitserland | Lansdowne Road, Dublin Toeschouwers: 35.944 Scheidsrechter: Markus Merk (GER) |
| 12 oktober WK-kwalificatie № 652 «onderlinge duels» 19:45 uur |         |       |             | Lansdowne Road, Dublin Toeschouwers: 35.944 Scheidsrechter: Markus Merk (GER) |

|                                                                          |                                         |       |         |                                                                                |
| 12 november WK-kwalificatie Play-offs № 653 «onderlinge duels» 20:45 uur | Zwitserland                             | 2 – 0 | Turkije | Wankdorf Stadion, Bern Toeschouwers: 31.130 Scheidsrechter: Ľuboš Micheľ (SVK) |
| 12 november WK-kwalificatie Play-offs № 653 «onderlinge duels» 20:45 uur | Philippe Senderos 41' Valon Behrami 86' |       |         | Wankdorf Stadion, Bern Toeschouwers: 31.130 Scheidsrechter: Ľuboš Micheľ (SVK) |

|                                                                          |                                                                           |       |                                             |                                                                                                   |
| 16 november WK-kwalificatie Play-offs № 654 «onderlinge duels» 20:15 uur | Turkije                                                                   | 4 – 2 | Zwitserland                                 | Şükrü Saracoğlu Stadyumu, Istanboel Toeschouwers: 42.000 Scheidsrechter: Frank De Bleeckere (BEL) |
| 16 november WK-kwalificatie Play-offs № 654 «onderlinge duels» 20:15 uur | Tuncay Şanlı 24' Tuncay Şanlı 37' Necati Ateş 81' (pen.) Tuncay Şanlı 88' |       | 2' (pen.) Alexander Frei 84' Marco Streller | Şükrü Saracoğlu Stadyumu, Istanboel Toeschouwers: 42.000 Scheidsrechter: Frank De Bleeckere (BEL) |

### 2006
|                                                              |                  |       |                                                              |                                                                             |
| 1 maart Vriendschappelijk № 655 «onderlinge duels» 20:00 uur | Schotland        | 1 – 3 | Zwitserland                                                  | Hampden Park, Glasgow Toeschouwers: 20.952 Scheidsrechter: Bruno Coué (FRA) |
| 1 maart Vriendschappelijk № 655 «onderlinge duels» 20:00 uur | Kenny Miller 54' |       | 21' Tranquillo Barnetta 41' Daniel Gygax 69' Ricardo Cabanas | Hampden Park, Glasgow Toeschouwers: 20.952 Scheidsrechter: Bruno Coué (FRA) |

|                                                             |                         |       |                |                                                                                |
| 27 mei Vriendschappelijk № 656 «onderlinge duels» 17:30 uur | Zwitserland             | 1 – 1 | Ivoorkust      | St. Jakob-Park, Basel Toeschouwers: 22.000 Scheidsrechter: Mikko Vuorela (FIN) |
| 27 mei Vriendschappelijk № 656 «onderlinge duels» 17:30 uur | Tranquillo Barnetta 32' |       | 47' Emerse Faé | St. Jakob-Park, Basel Toeschouwers: 22.000 Scheidsrechter: Mikko Vuorela (FIN) |

|                                                             |                  |       |                       |                                                                                |
| 31 mei Vriendschappelijk № 657 «onderlinge duels» 20:45 uur | Zwitserland      | 1 – 1 | Italië                | Stade de Genève, Lancy Toeschouwers: 30.000 Scheidsrechter: Peter Sippel (GER) |
| 31 mei Vriendschappelijk № 657 «onderlinge duels» 20:45 uur | Daniel Gygax 32' |       | 11' Alberto Gilardino | Stade de Genève, Lancy Toeschouwers: 30.000 Scheidsrechter: Peter Sippel (GER) |

|                                                             |                                                                                    |       |                     |                                                                        |
| 3 juni Vriendschappelijk № 658 «onderlinge duels» 17:30 uur | Zwitserland                                                                        | 4 – 1 | China               | Hardturm, Zürich Toeschouwers: 16.000 Scheidsrechter: Ian Stokes (IRL) |
| 3 juni Vriendschappelijk № 658 «onderlinge duels» 17:30 uur | Alexander Frei 40' Marco Streller 47' Alexander Frei 49' (pen.) Marco Streller 73' |       | 90+1' Dong Fangzhuo | Hardturm, Zürich Toeschouwers: 16.000 Scheidsrechter: Ian Stokes (IRL) |

| WK voetbal 2006 |
| --------------- |

|                                                                 |           |       |             |                                                                                           |
| 13 juni WK-eindronde Groep G № 659 «onderlinge duels» 18:00 uur | Frankrijk | 0 – 0 | Zwitserland | Mercedes-Benz Arena, Stuttgart Toeschouwers: 52.000 Scheidsrechter: Valentin Ivanov (RUS) |
| 13 juni WK-eindronde Groep G № 659 «onderlinge duels» 18:00 uur | (details) |       |             | Mercedes-Benz Arena, Stuttgart Toeschouwers: 52.000 Scheidsrechter: Valentin Ivanov (RUS) |

|                                                                 |      |           |                                            |                                                                                        |
| 19 juni WK-eindronde Groep G № 660 «onderlinge duels» 15:00 uur | Togo | 0 – 2     | Zwitserland                                | Signal Iduna Park, Dortmund Toeschouwers: 65.000 Scheidsrechter: Carlos Amarilla (PAR) |
| 19 juni WK-eindronde Groep G № 660 «onderlinge duels» 15:00 uur |      | (details) | 16' Alexander Frei 18' Tranquillo Barnetta | Signal Iduna Park, Dortmund Toeschouwers: 65.000 Scheidsrechter: Carlos Amarilla (PAR) |

|                                                                 |                                          |           |            |                                                                                 |
| 23 juni WK-eindronde Groep G № 661 «onderlinge duels» 21:00 uur | Zwitserland                              | 2 – 0     | Zuid-Korea | AWD Arena, Hannover Toeschouwers: 44.652 Scheidsrechter: Horacio Elizondo (ARG) |
| 23 juni WK-eindronde Groep G № 661 «onderlinge duels» 21:00 uur | Philippe Senderos 23' Alexander Frei 77' | (details) |            | AWD Arena, Hannover Toeschouwers: 44.652 Scheidsrechter: Horacio Elizondo (ARG) |

|                                                                        |                                          |           |          |                                                                                         |
| 26 juni WK-eindronde Achtste finale № 662 «onderlinge duels» 21:00 uur | Zwitserland                              | 0 – 0     | Oekraïne | RheinEnergieStadion, Keulen Toeschouwers: 45.000 Scheidsrechter: Benito Archundia (MEX) |
| 26 juni WK-eindronde Achtste finale № 662 «onderlinge duels» 21:00 uur | Philippe Senderos 23' Alexander Frei 77' | (details) |          | RheinEnergieStadion, Keulen Toeschouwers: 45.000 Scheidsrechter: Benito Archundia (MEX) |

|                                                    |     | strafschoppen                                                |  |
| Marco Streller Tranquillo Barnetta Ricardo Cabanas | 0–3 | Andrij Sjevtsjenko Artem Milevsky Serhij Rebrov Oleg Goesjev |  |

|  |  |  |  |  |  |  |  |  |

|                                                                  |               |                                                            |             |                                                                                     |
| 16 augustus Vriendschappelijk № 663 «onderlinge duels» 20:15 uur | Liechtenstein | 0 – 3                                                      | Zwitserland | Rheinpark Stadion, Vaduz Toeschouwers: 4.837 Scheidsrechter: Bernhard Brugger (AUT) |
| 16 augustus Vriendschappelijk № 663 «onderlinge duels» 20:15 uur |               | 11' Alexander Frei 51' Alexander Frei 65' Xavier Margairaz |             | Rheinpark Stadion, Vaduz Toeschouwers: 4.837 Scheidsrechter: Bernhard Brugger (AUT) |

|                                                                  |                    |       |           |                                                                              |
| 2 september Vriendschappelijk № 664 «onderlinge duels» 17:15 uur | Zwitserland        | 1 – 0 | Venezuela | St. Jakob Park, Bazel Toeschouwers: 12.500 Scheidsrechter: Alain Hamer (LUX) |
| 2 september Vriendschappelijk № 664 «onderlinge duels» 17:15 uur | Alexander Frei 86' |       |           | St. Jakob Park, Bazel Toeschouwers: 12.500 Scheidsrechter: Alain Hamer (LUX) |

|                                                                  |                                       |       |            |                                                                                    |
| 6 september Vriendschappelijk № 665 «onderlinge duels» 20:15 uur | Zwitserland                           | 2 – 0 | Costa Rica | Stade de Genève, Genève Toeschouwers: 12.000 Scheidsrechter: Dick van Egmond (NED) |
| 6 september Vriendschappelijk № 665 «onderlinge duels» 20:15 uur | Marco Streller 12' Alexander Frei 39' |       |            | Stade de Genève, Genève Toeschouwers: 12.000 Scheidsrechter: Dick van Egmond (NED) |

|                                                                 |                                         |       |                    |                                                                                   |
| 11 oktober Vriendschappelijk № 666 «onderlinge duels» 20:30 uur | Oostenrijk                              | 2 – 1 | Zwitserland        | Tivoli Neu, Innsbruck Toeschouwers: 11.000 Scheidsrechter: Michael Svendsen (DEN) |
| 11 oktober Vriendschappelijk № 666 «onderlinge duels» 20:30 uur | Roland Linz 24' (pen.) Sanel Kuljic 36' |       | 70' Marco Streller | Tivoli Neu, Innsbruck Toeschouwers: 11.000 Scheidsrechter: Michael Svendsen (DEN) |

|                                                                  |                   |       |                     |                                                                              |
| 15 november Vriendschappelijk № 667 «onderlinge duels» 20:30 uur | Zwitserland       | 1 – 2 | Brazilië            | St. Jakob Park, Bazel Toeschouwers: 39.000 Scheidsrechter: Markus Merk (GER) |
| 15 november Vriendschappelijk № 667 «onderlinge duels» 20:30 uur | Maicon 71' (e.d.) |       | 23' Luisão 35' Kaká | St. Jakob Park, Bazel Toeschouwers: 39.000 Scheidsrechter: Markus Merk (GER) |

### 2007
|                                                                 |                                                     |       |                    |                                                                              |
| 7 februari Vriendschappelijk № 668 «onderlinge duels» 20:00 uur | Duitsland                                           | 3 – 1 | Zwitserland        | LTU Arena, Düsseldorf Toeschouwers: 51.333 Scheidsrechter: Ruud Bossen (NED) |
| 7 februari Vriendschappelijk № 668 «onderlinge duels» 20:00 uur | Kevin Kurányi 7' Mario Gómez 30' Torsten Frings 66' |       | 71' Marco Streller | LTU Arena, Düsseldorf Toeschouwers: 51.333 Scheidsrechter: Ruud Bossen (NED) |

|                                                               |         |                                    |             |                                                                                       |
| 22 maart Vriendschappelijk № 671 «onderlinge duels» 18:15 uur | Jamaica | 0 – 2                              | Zwitserland | Lockhart Stadium, Fort Lauderdale Toeschouwers: 3.254 Scheidsrechter: Alex Prus (USA) |
| 22 maart Vriendschappelijk № 671 «onderlinge duels» 18:15 uur |         | 7' Marco Streller 12' Gökhan Inler |             | Lockhart Stadium, Fort Lauderdale Toeschouwers: 3.254 Scheidsrechter: Alex Prus (USA) |

|                                                               |                                                     |       |                           |                                                                            |
| 25 maart Vriendschappelijk № 670 «onderlinge duels» 18:30 uur | Colombia                                            | 3 – 1 | Zwitserland               | Orange Bowl, Miami Toeschouwers: 16.000 Scheidsrechter: Terry Vaughn (USA) |
| 25 maart Vriendschappelijk № 670 «onderlinge duels» 18:30 uur | Edixon Perea 5' Jhon Viáfara 57' Andrés Chitiva 85' |       | 39' (pen.) Alexander Frei | Orange Bowl, Miami Toeschouwers: 16.000 Scheidsrechter: Terry Vaughn (USA) |

|                                                             |                    |       |                  |                                                                                   |
| 2 juni Vriendschappelijk № 671 «onderlinge duels» 20:30 uur | Zwitserland        | 1 – 1 | Argentinië       | St. Jakob-Park, Basel Toeschouwers: 29.000 Scheidsrechter: Domenico Messina (ITA) |
| 2 juni Vriendschappelijk № 671 «onderlinge duels» 20:30 uur | Marco Streller 64' |       | 49' Carlos Tévez | St. Jakob-Park, Basel Toeschouwers: 29.000 Scheidsrechter: Domenico Messina (ITA) |

|                                                                  |                                                       |       |                |                                                                                    |
| 22 augustus Vriendschappelijk № 672 «onderlinge duels» 20:30 uur | Zwitserland                                           | 2 – 1 | Nederland      | Stade de Genève, Genève Toeschouwers: 24.000 Scheidsrechter: Laurent Duhamel (FRA) |
| 22 augustus Vriendschappelijk № 672 «onderlinge duels» 20:30 uur | Tranquillo Barnetta 9' (pen.) Tranquillo Barnetta 51' |       | 52' Dirk Kuijt | Stade de Genève, Genève Toeschouwers: 24.000 Scheidsrechter: Laurent Duhamel (FRA) |

|                                                                  |                                            |       |                    |                                                                                      |
| 7 september Vriendschappelijk № 673 «onderlinge duels» 18:00 uur | Zwitserland                                | 2 – 1 | Chili              | Ernst-Happel-Stadion, Wenen Toeschouwers: 2.500 Scheidsrechter: Fritz Stuchlik (AUT) |
| 7 september Vriendschappelijk № 673 «onderlinge duels» 18:00 uur | Tranquillo Barnetta 13' Marco Streller 55' |       | 44' Alexis Sánchez | Ernst-Happel-Stadion, Wenen Toeschouwers: 2.500 Scheidsrechter: Fritz Stuchlik (AUT) |

|                                                                   |                                                                                             |       |                                                              |                                                                                          |
| 11 september Vriendschappelijk № 674 «onderlinge duels» 20:15 uur | Japan                                                                                       | 4 – 3 | Zwitserland                                                  | Wörthersee Stadion, Klagenfurt Toeschouwers: 19.500 Scheidsrechter: Stefan Messner (AUT) |
| 11 september Vriendschappelijk № 674 «onderlinge duels» 20:15 uur | Shunsuke Nakamura 53' (pen.) Seiichiro Maki 68' Shunsuke Nakamura 78' (pen.) Kisho Yano 90' |       | 11' Ludovic Magnin 13' (pen.) Blaise Nkufo 81' Johan Djourou | Wörthersee Stadion, Klagenfurt Toeschouwers: 19.500 Scheidsrechter: Stefan Messner (AUT) |

|                                                                 |                                       |       |                    |                                                                                   |
| 13 oktober Vriendschappelijk № 675 «onderlinge duels» 20:30 uur | Zwitserland                           | 3 – 1 | Oostenrijk         | Letzigrund Stadion, Zürich Toeschouwers: 22.500 Scheidsrechter: Alain Hamer (LUX) |
| 13 oktober Vriendschappelijk № 675 «onderlinge duels» 20:30 uur | Marco Streller 2' 55' Hakan Yakin 36' |       | 11' René Aufhauser | Letzigrund Stadion, Zürich Toeschouwers: 22.500 Scheidsrechter: Alain Hamer (LUX) |

|                                                                 |             |                     |                  |                                                                                     |
| 17 oktober Vriendschappelijk № 676 «onderlinge duels» 20:30 uur | Zwitserland | 0 – 1               | Verenigde Staten | St. Jakob Park, Bazel Toeschouwers: 16.500 Scheidsrechter: Frank De Bleeckere (BEL) |
| 17 oktober Vriendschappelijk № 676 «onderlinge duels» 20:30 uur |             | 86' Michael Bradley |                  | St. Jakob Park, Bazel Toeschouwers: 16.500 Scheidsrechter: Frank De Bleeckere (BEL) |

|                                                                  |             |                |         |                                                                                  |
| 20 november Vriendschappelijk № 677 «onderlinge duels» 20:45 uur | Zwitserland | 0 – 1          | Nigeria | Letzigrund Stadion, Zürich Toeschouwers: 12.700 Scheidsrechter: Ivan Bebek (CRO) |
| 20 november Vriendschappelijk № 677 «onderlinge duels» 20:45 uur |             | 79' Taye Taiwo |         | Letzigrund Stadion, Zürich Toeschouwers: 12.700 Scheidsrechter: Ivan Bebek (CRO) |

### 2008
|                                                                 |                                              |       |                   |                                                                                |
| 6 februari Vriendschappelijk № 678 «onderlinge duels» 20:00 uur | Engeland                                     | 2 – 1 | Zwitserland       | Wembley Stadium, Londen Toeschouwers: 86.857 Scheidsrechter: Felix Brych (GER) |
| 6 februari Vriendschappelijk № 678 «onderlinge duels» 20:00 uur | Jermaine Jenas 40' Shaun Wright-Phillips 62' |       | 58' Eren Derdiyok | Wembley Stadium, Londen Toeschouwers: 86.857 Scheidsrechter: Felix Brych (GER) |

|                                                               |             |                                                                       |           |                                                                                 |
| 26 maart Vriendschappelijk № 679 «onderlinge duels» 20:45 uur | Zwitserland | 0 – 4                                                                 | Duitsland | St. Jakob-Park, Bazel Toeschouwers: 38.500 Scheidsrechter: Eric Braamhaar (NED) |
| 26 maart Vriendschappelijk № 679 «onderlinge duels» 20:45 uur |             | 23' Miroslav Klose 61' Mario Gómez 67' Mario Gómez 89' Lukas Podolski |           | St. Jakob-Park, Bazel Toeschouwers: 38.500 Scheidsrechter: Eric Braamhaar (NED) |

|                                                             |                                      |       |           |                                                                                            |
| 24 mei Vriendschappelijk № 680 «onderlinge duels» 18:00 uur | Zwitserland                          | 2 – 0 | Slowakije | Stadio Comunale di Cornaredo, Lugano Toeschouwers: 10.150 Scheidsrechter: Alan Kelly (IRL) |
| 24 mei Vriendschappelijk № 680 «onderlinge duels» 18:00 uur | Valon Behrami 56' Alexander Frei 63' |       |           | Stadio Comunale di Cornaredo, Lugano Toeschouwers: 10.150 Scheidsrechter: Alan Kelly (IRL) |

|                                                             |                                                            |       |               |                                                                                  |
| 30 mei Vriendschappelijk № 681 «onderlinge duels» 20:30 uur | Zwitserland                                                | 3 – 0 | Liechtenstein | AFG Arena, Sankt Gallen Toeschouwers: 18.000 Scheidsrechter: Olivier Thual (FRA) |
| 30 mei Vriendschappelijk № 681 «onderlinge duels» 20:30 uur | Alexander Frei 24' Alexander Frei 31' Johan Vonlanthen 68' |       |               | AFG Arena, Sankt Gallen Toeschouwers: 18.000 Scheidsrechter: Olivier Thual (FRA) |

| EK voetbal 2008 |
| --------------- |

|                                                             |             |                    |          |                                                                                  |
| 7 juni Euro 2008 Groep A № 682 «onderlinge duels» 18:00 uur | Zwitserland | 0 – 1              | Tsjechië | St. Jakob-Park, Bazel Toeschouwers: 39.730 Scheidsrechter: Roberto Rosetti (ITA) |
| 7 juni Euro 2008 Groep A № 682 «onderlinge duels» 18:00 uur |             | 71' Václav Svěrkoš |          | St. Jakob-Park, Bazel Toeschouwers: 39.730 Scheidsrechter: Roberto Rosetti (ITA) |

|                                                              |                 |       |                                                    |                                                                               |
| 11 juni Euro 2008 Groep A № 683 «onderlinge duels» 20:45 uur | Zwitserland     | 1 – 2 | Turkije                                            | St. Jakob-Park, Bazel Toeschouwers: 39.730 Scheidsrechter: Ľuboš Micheľ (SVK) |
| 11 juni Euro 2008 Groep A № 683 «onderlinge duels» 20:45 uur | Hakan Yakin 32' |       | 57' Semih Şentürk 67' Mario Gómez 90+2' Arda Turan | St. Jakob-Park, Bazel Toeschouwers: 39.730 Scheidsrechter: Ľuboš Micheľ (SVK) |

|                                                              |                                        |       |          |                                                                                |
| 15 juni Euro 2008 Groep A № 684 «onderlinge duels» 20:45 uur | Zwitserland                            | 2 – 0 | Portugal | St. Jakob-Park, Bazel Toeschouwers: 39.730 Scheidsrechter: Konrad Plautz (AUT) |
| 15 juni Euro 2008 Groep A № 684 «onderlinge duels» 20:45 uur | Hakan Yakin 71' Hakan Yakin 83' (pen.) |       |          | St. Jakob-Park, Bazel Toeschouwers: 39.730 Scheidsrechter: Konrad Plautz (AUT) |

|  |  |  |  |  |  |  |  |  |

|                                                                  |                                                                        |       |                           |                                                                                 |
| 20 augustus Vriendschappelijk № 685 «onderlinge duels» 20:45 uur | Zwitserland                                                            | 4 – 1 | Cyprus                    | Stade de Genève, Lancy Toeschouwers: 14.500 Scheidsrechter: Darko Čeferin (SLO) |
| 20 augustus Vriendschappelijk № 685 «onderlinge duels» 20:45 uur | Valentin Stocker 8' Hakan Yakin 26' Alain Nef 72' Johan Vonlanthen 81' |       | 34' Konstantinos Makridis | Stade de Genève, Lancy Toeschouwers: 14.500 Scheidsrechter: Darko Čeferin (SLO) |

|                                                                |                                    |       |                                  |                                                                                       |
| 6 september WK-kwalificatie № 686 «onderlinge duels» 19:55 uur | Israël                             | 2 – 2 | Zwitserland                      | Ramat Ganstadion, Ramat Gan Toeschouwers: 31.236 Scheidsrechter: Martin Hansson (SWE) |
| 6 september WK-kwalificatie № 686 «onderlinge duels» 19:55 uur | Yossi Benayoun 73' Ben Sahar 90+2' |       | 45' Hakan Yakin 55' Blaise Nkufo | Ramat Ganstadion, Ramat Gan Toeschouwers: 31.236 Scheidsrechter: Martin Hansson (SWE) |

|                                                                 |                  |       |                                       |                                                                               |
| 10 september WK-kwalificatie № 687 «onderlinge duels» 20:30 uur | Zwitserland      | 1 – 2 | Luxemburg                             | Letzigrund, Zürich Toeschouwers: 20.500 Scheidsrechter: Dejan Filipovic (SRB) |
| 10 september WK-kwalificatie № 687 «onderlinge duels» 20:30 uur | Blaise Nkufo 43' |       | 27' Jeff Strasser 87' Alphonse Leweck | Letzigrund, Zürich Toeschouwers: 20.500 Scheidsrechter: Dejan Filipovic (SRB) |

|                                                               |                                     |       |                    |                                                                                    |
| 11 oktober WK-kwalificatie № 688 «onderlinge duels» 16:45 uur | Zwitserland                         | 2 – 1 | Letland            | AFG Arena, Sankt Gallen Toeschouwers: 18.026 Scheidsrechter: Lucílio Batista (POR) |
| 11 oktober WK-kwalificatie № 688 «onderlinge duels» 16:45 uur | Alexander Frei 63' Blaise Nkufo 73' |       | 71' Deniss Ivanovs | AFG Arena, Sankt Gallen Toeschouwers: 18.026 Scheidsrechter: Lucílio Batista (POR) |

|                                                               |                        |       |                                            |                                                                                              |
| 15 oktober WK-kwalificatie № 689 «onderlinge duels» 20:30 uur | Griekenland            | 1 – 2 | Zwitserland                                | Georgios Karaiskákis Stadion, Piraeus Toeschouwers: 28.810 Scheidsrechter: Luis Medina (ESP) |
| 15 oktober WK-kwalificatie № 689 «onderlinge duels» 20:30 uur | Angelos Charisteas 68' |       | 42' (pen.) Alexander Frei 77' Blaise Nkufo | Georgios Karaiskákis Stadion, Piraeus Toeschouwers: 28.810 Scheidsrechter: Luis Medina (ESP) |

|                                                                  |                  |       |         |                                                                                      |
| 19 november Vriendschappelijk № 690 «onderlinge duels» 20:30 uur | Zwitserland      | 1 – 0 | Finland | AFG Arena, Sankt Gallen Toeschouwers: 11.500 Scheidsrechter: Aleksej Koelbakov (BLR) |
| 19 november Vriendschappelijk № 690 «onderlinge duels» 20:30 uur | Reto Ziegler 85' |       |         | AFG Arena, Sankt Gallen Toeschouwers: 11.500 Scheidsrechter: Aleksej Koelbakov (BLR) |

### 2009
|                                                                  |                     |       |                  |                                                                               |
| 11 februari Vriendschappelijk № 691 «onderlinge duels» 20:45 uur | Zwitserland         | 1 – 1 | Bulgarije        | Stade de Genève, Lancy Toeschouwers: 9.670 Scheidsrechter: Duarte Gomes (POR) |
| 11 februari Vriendschappelijk № 691 «onderlinge duels» 20:45 uur | Benjamin Huggel 45' |       | 33' Ivelin Popov | Stade de Genève, Lancy Toeschouwers: 9.670 Scheidsrechter: Duarte Gomes (POR) |

|                                                             |          |                                           |             |                                                                                     |
| 28 maart WK-kwalificatie № 692 «onderlinge duels» 19:45 uur | Moldavië | 0 – 2                                     | Zwitserland | Zimbru Stadion, Chisinau Toeschouwers: 10.500 Scheidsrechter: Dougie McDonald (SCO) |
| 28 maart WK-kwalificatie № 692 «onderlinge duels» 19:45 uur |          | 32' Alexander Frei 90+3' Gelson Fernandes |             | Zimbru Stadion, Chisinau Toeschouwers: 10.500 Scheidsrechter: Dougie McDonald (SCO) |

|                                                            |                                     |       |          |                                                                                    |
| 1 april WK-kwalificatie № 693 «onderlinge duels» 20:30 uur | Zwitserland                         | 2 – 0 | Moldavië | Stade de Genève, Genève Toeschouwers: 20.100 Scheidsrechter: Gianluca Rocchi (ITA) |
| 1 april WK-kwalificatie № 693 «onderlinge duels» 20:30 uur | Blaise Nkufo 20' Alexander Frei 52' |       |          | Stade de Genève, Genève Toeschouwers: 20.100 Scheidsrechter: Gianluca Rocchi (ITA) |

|                                                                  |             |       |        |                                                                               |
| 12 augustus Vriendschappelijk № 694 «onderlinge duels» 20:45 uur | Zwitserland | 0 – 0 | Italië | St. Jakob-Park, Bazel Toeschouwers: 31.500 Scheidsrechter: Knut Kircher (GER) |
| 12 augustus Vriendschappelijk № 694 «onderlinge duels» 20:45 uur |             |       |        | St. Jakob-Park, Bazel Toeschouwers: 31.500 Scheidsrechter: Knut Kircher (GER) |

|                                                                |                                           |       |             |                                                                                     |
| 5 september WK-kwalificatie № 695 «onderlinge duels» 20:30 uur | Zwitserland                               | 2 – 0 | Griekenland | St. Jakob-Park, Bazel Toeschouwers: 38.500 Scheidsrechter: Frank De Bleeckere (BEL) |
| 5 september WK-kwalificatie № 695 «onderlinge duels» 20:30 uur | Stéphane Grichting 83' Marco Padalino 88' |       |             | St. Jakob-Park, Bazel Toeschouwers: 38.500 Scheidsrechter: Frank De Bleeckere (BEL) |

|                                                                |                                             |       |                                      |                                                                               |
| 9 september WK-kwalificatie № 696 «onderlinge duels» 20:30 uur | Letland                                     | 2 – 2 | Zwitserland                          | Skonto Stadion, Riga Toeschouwers: 9.000 Scheidsrechter: Pavel Královec (CZE) |
| 9 september WK-kwalificatie № 696 «onderlinge duels» 20:30 uur | Aleksandrs Cauņa 62' Vitālijs Astafjevs 75' |       | 43' Alexander Frei 80' Eren Derdiyok | Skonto Stadion, Riga Toeschouwers: 9.000 Scheidsrechter: Pavel Královec (CZE) |

|                                                               |           |                                                               |             |                                                                                           |
| 10 oktober WK-kwalificatie № 697 «onderlinge duels» 16:45 uur | Luxemburg | 0 – 3                                                         | Zwitserland | Stade Josy Barthel, Luxemburg Toeschouwers: 8.031 Scheidsrechter: Eduardo Iturralde (ESP) |
| 10 oktober WK-kwalificatie № 697 «onderlinge duels» 16:45 uur |           | 6' Philippe Senderos 8' Philippe Senderos 22' Benjamin Huggel |             | Stade Josy Barthel, Luxemburg Toeschouwers: 8.031 Scheidsrechter: Eduardo Iturralde (ESP) |

|                                                               |             |       |        |                                                                                  |
| 10 oktober WK-kwalificatie № 698 «onderlinge duels» 20:00 uur | Zwitserland | 0 – 0 | Israël | St. Jakob-Park, Bazel Toeschouwers: 38.500 Scheidsrechter: Alexandru Tudor (ROM) |
| 10 oktober WK-kwalificatie № 698 «onderlinge duels» 20:00 uur |             |       |        | St. Jakob-Park, Bazel Toeschouwers: 38.500 Scheidsrechter: Alexandru Tudor (ROM) |

|                                                                  |             |                       |           |                                                                                |
| 14 november Vriendschappelijk № 699 «onderlinge duels» 17:45 uur | Zwitserland | 0 – 1                 | Noorwegen | Stade de Genève, Genève Toeschouwers: 16.000 Scheidsrechter: Mark Whitby (WAL) |
| 14 november Vriendschappelijk № 699 «onderlinge duels» 17:45 uur |             | 48' (pen.) John Carew |           | Stade de Genève, Genève Toeschouwers: 16.000 Scheidsrechter: Mark Whitby (WAL) |

SFV · A-internationals · Selecties · Bondscoaches · Zwitsers vrouwenelftal · Olympisch elftal · Zwitserland U21 · Zwitserland U19 · Zwitserland U18 · Zwitserland U17 · Zwitserland U16 · Vrouwen U17
1905 – 1919 · 
1920 – 1929 · 
1930 – 1939 · 
1940 – 1949 · 
1950 – 1959 · 
1960 – 1969 · 
1970 – 1979 · 
1980 – 1989 · 
1990 – 1999 · 
2000 – 2009 · 
2010 – 2019 · 
2020 – 2029
EK's: 1996 · 
2004 · 
2008 · 
2016 · 
2020 · 
2024
WK's: 1934 · 
1938 · 
1950 · 
1954 · 
1962 · 
1966 · 
1994 · 
2006 · 
2010 · 
2014 · 
2018 · 
2022
OS: 1924 · 
1928 · 
2012
1905 · 
1906 · 1907 · 
1908 · 
1909 · 
1910 · 
1911 · 
1912 · 
1913 · 
1914 · 
1915 · 
1916 · 
1917 · 
1918 · 
1919 · 
1920 · 
1921 · 
1922 · 
1923 · 
1924 · 
1925 · 
1926 · 
1927 · 
1928 · 
1929 · 
1930 · 
1931 · 
1932 · 
1933 · 
1934 · 
1935 · 
1936 · 
1937 · 
1938 · 
1939 · 
1940 · 
1941 · 
1942 · 
1943 · 
1944 · 
1945 · 
1946 · 
1947 · 
1948 · 
1949 · 
1950 · 
1952 ·
1952 · 
1953 · 
1954 · 
1955 · 
1956 · 
1957 · 
1958 · 
1959 · 
1960 · 
1961 · 
1962 · 
1963 · 
1964 · 
1965 · 
1966 · 
1967 · 
1968 · 
1969 · 
1970 · 
1971 · 
1972 · 
1973 · 
1974 · 
1975 · 
1976 · 
1977 ·
1978 · 
1979 · 
1980 · 
1981 · 
1982 · 
1983 · 
1984 · 
1985 · 
1986 · 
1987 · 
1988 · 
1989 · 
1990 ·
1991 · 
1992 · 
1993 · 
1994 ·
1995 · 
1996 · 
1997 · 
1998 · 
1999 · 
2000 · 
2001 · 
2002 · 
2003 · 
2004 · 
2005 · 
2006 · 
2007 · 
2008 · 
2009 · 
2010 · 
2011 · 
2012 · 
2013 ·
2014 ·
2015 ·
2016 ·
2017 ·
2018 ·
2019 ·
2020 ·
2021 ·
2022
Albanië ·
Algerije · 
Andorra · 
Argentinië ·
Australië ·
Azerbeidzjan ·
België ·
Bolivia ·
Bosnië en Herzegovina ·
Brazilië ·
Bulgarije ·
Canada ·
Chili ·
China ·
Colombia ·
Costa Rica ·
Cyprus ·
Denemarken ·
DDR ·
Duitsland ·
Ecuador ·
Egypte ·
Engeland · 
Estland ·
Faeröer ·
Finland ·
Frankrijk ·
Georgië ·
Ghana ·
Gibraltar ·
Griekenland ·
Honduras ·
Hongarije ·
Hongkong ·
Ierland ·
IJsland ·
Israël ·
Italië ·
Ivoorkust ·
Jamaica ·
Japan ·
Joegoslavië ·
Kameroen ·
Kenia ·
Kosovo ·
Kroatië ·
Letland ·
Liechtenstein ·
Litouwen ·
Luxemburg ·
Malta ·
Marokko ·
Mexico ·
Moldavië ·
Montenegro ·
Nederland ·
Nigeria ·
Noord-Ierland ·
Noorwegen ·
Oekraïne ·
Oman ·
Oostenrijk ·
Panama ·
Peru ·
Polen ·
Portugal ·
Qatar ·
Roemenië ·
Rusland ·
Saarland ·
San Marino ·
Schotland ·
Servië ·
Slovenië ·
Slowakije ·
Sovjet-Unie · 
Spanje ·
Togo ·
Tsjechië ·
Tsjecho-Slowakije ·
Tunesië ·
Turkije ·
Uruguay ·
Venezuela ·
VA Emiraten ·
Verenigde Staten ·
Wales ·
Wit-Rusland ·
Zimbabwe ·
Zuid-Korea ·
Zweden
Albanië (2016) ·
Argentinië (2014) ·
Brazilië (2018) ·
Chili (2010) ·
Costa Rica (2018) ·
Ecuador (2014) ·
Frankrijk (2006) ·
Frankrijk (2014) ·
Frankrijk (2016) ·
Frankrijk (2021) ·
Honduras (2010) · 
Honduras (2014) · 
Italië (2021) · 
Oekraïne (2006) ·
Portugal (2008)  · 
Portugal (2022) · 
Roemenië (2016) · 
Servië (2018) ·
Spanje (2010) ·
Spanje (2021) ·
Togo (2006) ·
Tsjechië (2008) ·
Turkije (2008) ·
Turkije (2021) ·
Wales (2021) ·
Zuid-Korea (2006) ·
Zweden (2018)
AFC-zone: Afghanistan · Australië · Bahrein · Bangladesh · Bhutan · Brunei · Cambodja · China · Filipijnen · Guam · Hongkong · India · Indonesië · Iran · Irak · Japan · Jemen · Jordanië · Koeweit · Kirgizië · Laos · Libanon · Macau · Maleisië · Maldiven · Mongolië · Myanmar · Nepal · Noord-Korea · Oezbekistan · Oman · Oost-Timor · Pakistan · Palestina · Qatar · Saoedi-Arabië · Singapore · Sri Lanka · Syrië · Tadzjikistan · Taiwan · Thailand · Turkmenistan · Verenigde Arabische Emiraten · Vietnam · Zuid-Korea

CAF-zone: Algerije · Angola · Benin · Botswana · Burkina Faso · Burundi · Centraal-Afrikaanse Republiek · Comoren · Congo-Brazzaville · Congo-Kinshasa · Djibouti · Egypte · Equatoriaal-Guinea · Eritrea · Ethiopië · Gabon · Gambia · Ghana · Guinee · Guinee-Bissau · Ivoorkust · Kaapverdië · Kameroen · Kenia · Lesotho · Liberia · Libië · Madagaskar · Malawi · Mali  ·Mauritanië · Mauritius · Marokko · Mozambique · Namibië · Niger · Nigeria · Oeganda · Rwanda · Sao Tomé en Principe · Senegal · Seychellen · Sierra Leone · Soedan · Somalië · Swaziland · Tanzania · Togo · Tsjaad · Tunesië · Zambia · Zimbabwe · Zuid-Afrika

CONCACAF-zone: Amerikaanse Maagdeneilanden · Anguilla · Antigua en Barbuda · Aruba · Bahama's · Barbados · Belize · Bermuda · Britse Maagdeneilanden · Canada · Kaaimaneilanden · Costa Rica · Cuba · Dominica · Dominicaanse Republiek · El Salvador · Frans Guyana · Grenada · Guadeloupe · Guatemala · Guyana · Haïti · Honduras · Jamaica · Martinique · Mexico · Montserrat · 
Nicaragua · Panama · Puerto Rico · Saint Kitts en Nevis · Saint Lucia · Saint Vincent en de Grenadines · Sint Maarten · Suriname · Trinidad en Tobago · Turks- en Caicoseilanden · Verenigde Staten

CONMEBOL-zone: Argentinië · Bolivia · Brazilië · Chili · Colombia · Ecuador · Paraguay · Peru · Uruguay · Venezuela

OFC-zone: Amerikaans-Samoa · Cookeilanden · Fiji · Nieuw-Caledonië · Nieuw-Zeeland · Papoea-Nieuw-Guinea · Samoa · Salomoneilanden · Tahiti · Tonga · Vanuatu

UEFA-zone: Albanië · Andorra · Armenië · Azerbeidzjan · België · Bosnië en Herzegovina · Bulgarije · Cyprus · Denemarken · Duitsland · Engeland · Estland · Faeröer · Finland · Frankrijk · Georgië · Griekenland · Hongarije · IJsland · Ierland · Israël · Italië · Kazachstan · Kroatië · Letland · Liechtenstein · Litouwen · Luxemburg · Macedonië · Malta · Moldavië · Montenegro · Nederland · Noord-Ierland · Noorwegen · Oekraïne · Oostenrijk · Polen · Portugal · Roemenië · Rusland · San Marino · Schotland · Servië · Servië en Montenegro · Slovenië · Slowakije · Spanje · Tsjechië · Turkije · Wales · Wit-Rusland · Zweden · Zwitserland